# Czorniawa
Czorniawa (ukr. Чорнява, pol. Czerniawa) – rzeka na Ukrainie, przepływająca przez rejon kołomyjski, tłumacki, horodeński i śniatyński obwodu iwanofrankowskiego. Lewy dopływ Prutu  w dorzeczu Dunaju.

## Opis
Czorniawa ma 63 km długości, a powierzchnia jej zlewni wynosi 351 km², zaś spadek rzeki 1,9 m/km. W górnym biegu dolina rzeczna jest V-kształtna, później rozszerza się do szerokości od 0,4–0,5 do 1,5–2,5 km. Niedaleko ujścia łączy się z doliną Prutu. Terasa zalewowa ma 0,1–0,2 km szerokości, często zanika, czasami występuje asymetrycznie. Koryto mocno rozczłonkowane, czasami rozgałęzione, o szerokości do 15 m. Rzeka wykorzystywana jest do zaopatrywania w wodę i do rybołówstwa.

## Położenie
Bierze początek z połączenia kilku potoków między Michałkowem, Żukocinem i Korszowem. Płynie najpierw na północny wschód i wschód, a następnie na południe i południowy wschód. Wpada do Prutu na południowym skraju wsi Wołczkowce.
Dopływy: Gruszka (prawy), Łukacz (lewa).
Nad rzeką: Obertyn i Gwoździec.

## Źródła
- «Каталог річок України» — Видавництво АН УРСР, Київ, 1957.
- Географічна енциклопедія України : у 3 т. / редколегія: О. М. Маринич (відпов. ред.) та ін. — К. : «Українська радянська енциклопедія» ім. М. П. Бажана, 1989.
- Czerniawa, [w:] Słownik geograficzny Królestwa Polskiego, t. I: Aa – Dereneczna, Warszawa 1880, s. 819.